# Mặt Trời phụ

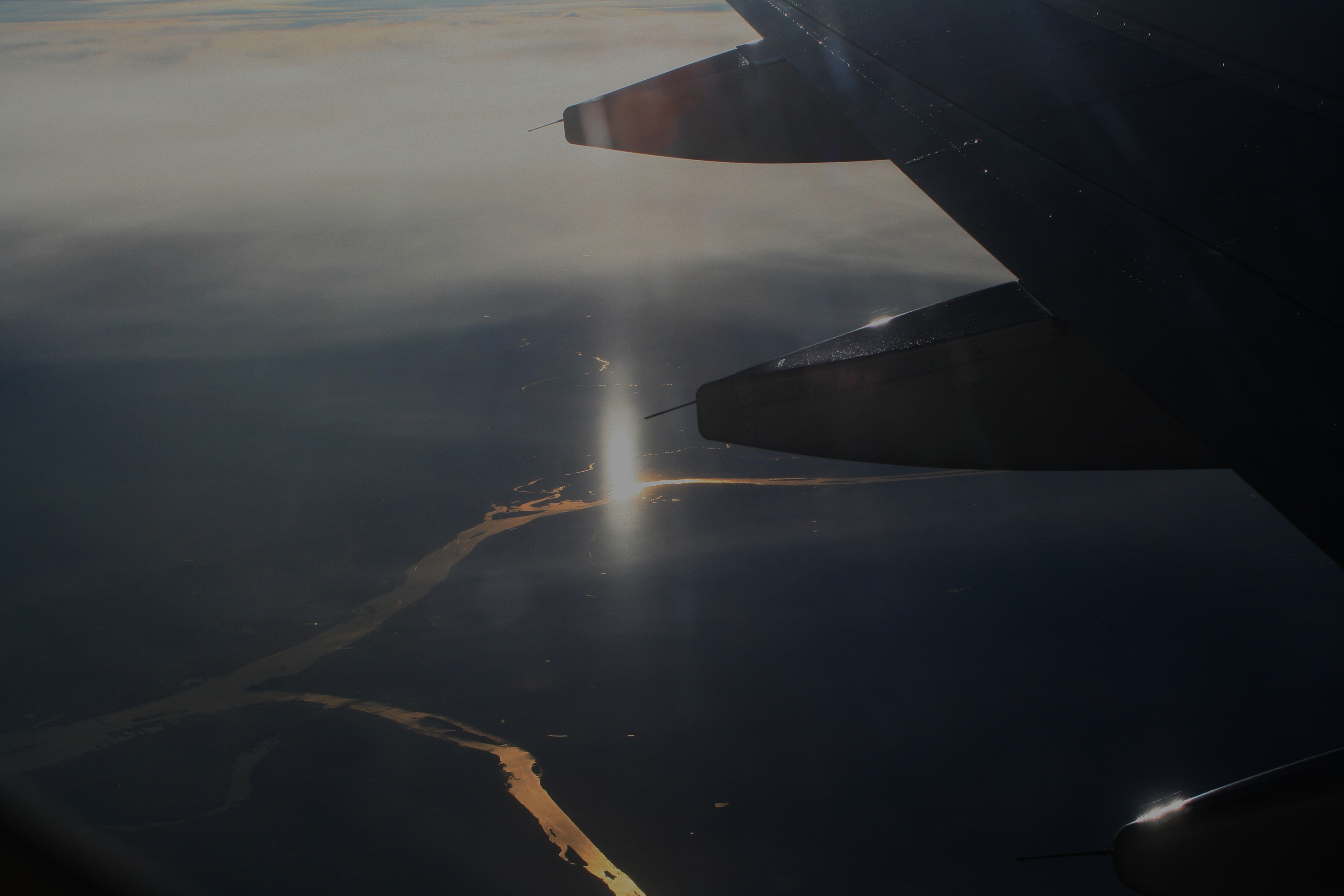
Mặt trời phụ

Mặt trời phụ (tiếng Anh: subsun) là một điểm sáng có thể được nhìn thấy trong mây hoặc sương mù khi quan sát từ trên cao. Một mặt trời phụ được tạọ ra bằng sự phản chiếu của ánh sáng mặt trời lên trên bề mặt của rất nhiều tinh thể băng nhỏ lơ lửng trong bầu khí quyển. Do vậy hiệu ứng thuộc một trong các loại hào quang. Vùng tinh thể băng đóng vai trò một tấm gương lớn, tạo ra một ảnh ảo Mặt Trời xuất hiện dưới đường chân trời, tương tự như hình ảnh phản chiếu của Mặt Trời trong một vũng nước.
Những tinh thể băng tạo ra mặt trời phụ thường có hình dạng lục giác phẳng. Khi chúng rơi trong không khí, những đặc điểm khí động học của chúng khiến chúng tự định hướng theo chiều ngang, tức là các bề mặt lục giác của chúng đối diện và song song với bề mặt Trái Đất. Tuy nhiên, khi chúng bị xáo trộn bởi nhiễu loạn không khí, những tấm lục giác phẳng này bắt đầu "lắc lư", khiến bề mặt của chúng lệch một vài độ khỏi hướng ngang lý tưởng, và làm cho sự phản xạ (tức là mặt trời phụ) kéo dài theo chiều dọc. Khi độ lệch đủ lớn, mặt trời phụ được kéo dài thành một cột thẳng đứng được gọi là cột ánh sáng dưới Mặt Trời.